# Karłomysz leśna
Karłomysz leśna (Heteromys anomalus) – gatunek ssaka podrodziny karłomyszy (Heteromyinae) w obrębie rodziny karłomyszowatych (Heteromyidae). 

## Zasięg występowania
Karłomysz leśna występuje w północnej Ameryce Południowej zamieszkując w zależności od podgatunku:
- H. anomalus anomalus – północna i wschodnia Wenezuela (kontynent i wyspa Margarita) oraz Trynidad.
- H. anomalus brachialis – północno-zachodnia Wenezuela (na wschód od jeziora Maracaibo); okazy z Serranía de Perijá wzdłuż granicy kolumbijsko-wenezuelskiej na zachód od jeziora Maracaibo mogą należeć do tego podgatunku.
- H. anomalus hershkovitzi – środkowo-zachodnia Kolumbia (dolina rzeki Magdaleny w regionie Andów, zalesione zbocza wschodnich Andów).
- H. anomalus jesupi – północna Kolumbia (Sierra Nevada de Santa Marta).

## Taksonomia
Gatunek po raz pierwszy naukowo opisał w 1815 roku brytyjsko-australijski zoolog John Vaughan Thompson nadając mu nazwę Mus anomalus. Holotyp pochodził z obszaru w pobliżu koszar St. Anne, na wyspie Trynidad, w Trynidadzie i Tobago. 
Z wyjątkiem H. desmarestianus występującego w północno-zachodniej Kolumbii, południowoamerykańskie karłomyszy należą do grupy gatunków anomalus w skład której wchodzą: H. anomalus, H. catopterius, H. oasicus, H. australis i H. teleus. Tylko H. australis występuje poza Ameryką Południową we wschodniej Panamie. Autorzy Illustrated Checklist of the Mammals of the World rozpoznają cztery podgatunki.

### Etymologia
- Heteromys: gr. ἑτερος heteros „inny”, różny; μυς mus, μυoς muos „mysz”[13].
- anomalus: łac. anomalus „anomalny, nienormalny”, od gr. ανωμαλος anōmalos „nierówny, dziwny, sprzeczny”, od negatywnego przedrostka αν- an-; ομαλος omalos „równy”[14].
- brachialis: łac. brachialis „ramienny”, od brachium „ramię”, od gr. βραχιων brakhiōn, βραχιονος brakhionos „ramię”[15].
- hershkovitzi: Philip Hershkovitz (1909–1997), amerykański zoolog[16].
- jesupi: Morris Ketchum Jesup (1830–1908), amerykański bankier, filantrop, prezes Amerykańskiego Muzeum Historii Naturalnej[14][6].

## Morfologia
Długość ciała (bez ogona) samic 129 mm, samców 134 mm, długość ogona samic 150 mm, samców 156 mm, długość ucha średnio 19 mm, długość tylnej stopy średnio 34 mm; brak danych dotyczących masy ciała. 

## Ekologia

### Tryb życia
Ten nocny płochliwy gryzoń żyje w norach wykopanych w leśnej glebie. Zbiera nasiona, owoce, pąki oraz kawałki młodych pędów, przenosi je w torbach policzkowych do nory, następnie je zjadając.

### Rozmnażanie
Młode rodzą się przez cały rok, głównie jednak wiosną i latem. W miocie są zwykle 4 młode.